# 王學柳
王學柳（1505年—？），字宗文，山西澤州人，民籍，明朝政治人物。

## 生平
嘉靖十九年（1540年）庚子科山西鄉試第十八名舉人。嘉靖二十年（1541年）中式辛丑科會試第二百四十名，登第三甲第十六名進士。官松江府同知。

## 家族
曾祖王進，縣主簿；祖父王原；父王相，府知事。母張氏。具庆下。